# NGC 5699
NGC 5699 (NGC 5706) é uma galáxia elíptica (E) localizada na direcção da constelação de Boötes. Possui uma declinação de +30° 27' 57" e uma ascensão recta de 14 horas, 38 minutos e 42,4 segundos.
A galáxia NGC 5699 foi descoberta em 16 de Maio de 1784 por William Herschel.